# Bartolo Nigrisoli
Bartolo Nigrisoli (Mezzano di Ravenna, 18 dicembre 1858 – Bologna, 6 novembre 1948) è stato un chirurgo italiano.
Fu uno dei docenti universitari che rifiutarono il giuramento di fedeltà al regime fascista.

## Biografia
La famiglia Nigrisoli era originaria di Ferrara. Pietro Nigrisoli, nonno paterno di Bartolo, anche lui medico, si era trasferito a Mezzano, dove aveva ottenuto la condotta. Bartolo nacque a Glorie nella casa di famiglia da Carlo Nigrisoli e sua moglie Domenica Cavassini. Bartolo fu il primo di cinque figli. Gli altri quattro furono Vittorio, Antonio, Giuseppe e Caterina. Carlo fu un farmacista e riuscì a mantenere e far studiare i figli, e così Bartolo, come ogni figlio maschio, seguì la tradizione di famiglia, cioè diventare medico o farmacista.
Terminati gli studi inferiori, si iscrisse al ginnasio, dove conobbe Nullo Baldini che fu poi sempre un suo caro amico. Successivamente frequentò la facoltà di medicina all'Università di Bologna, dove strinse intimi e cordiali rapporti con Giovanni Pascoli. Pur partecipando alla polemica politica di quei tempi, Bartolo non era inquadrabile in una organizzazione politica precisa.

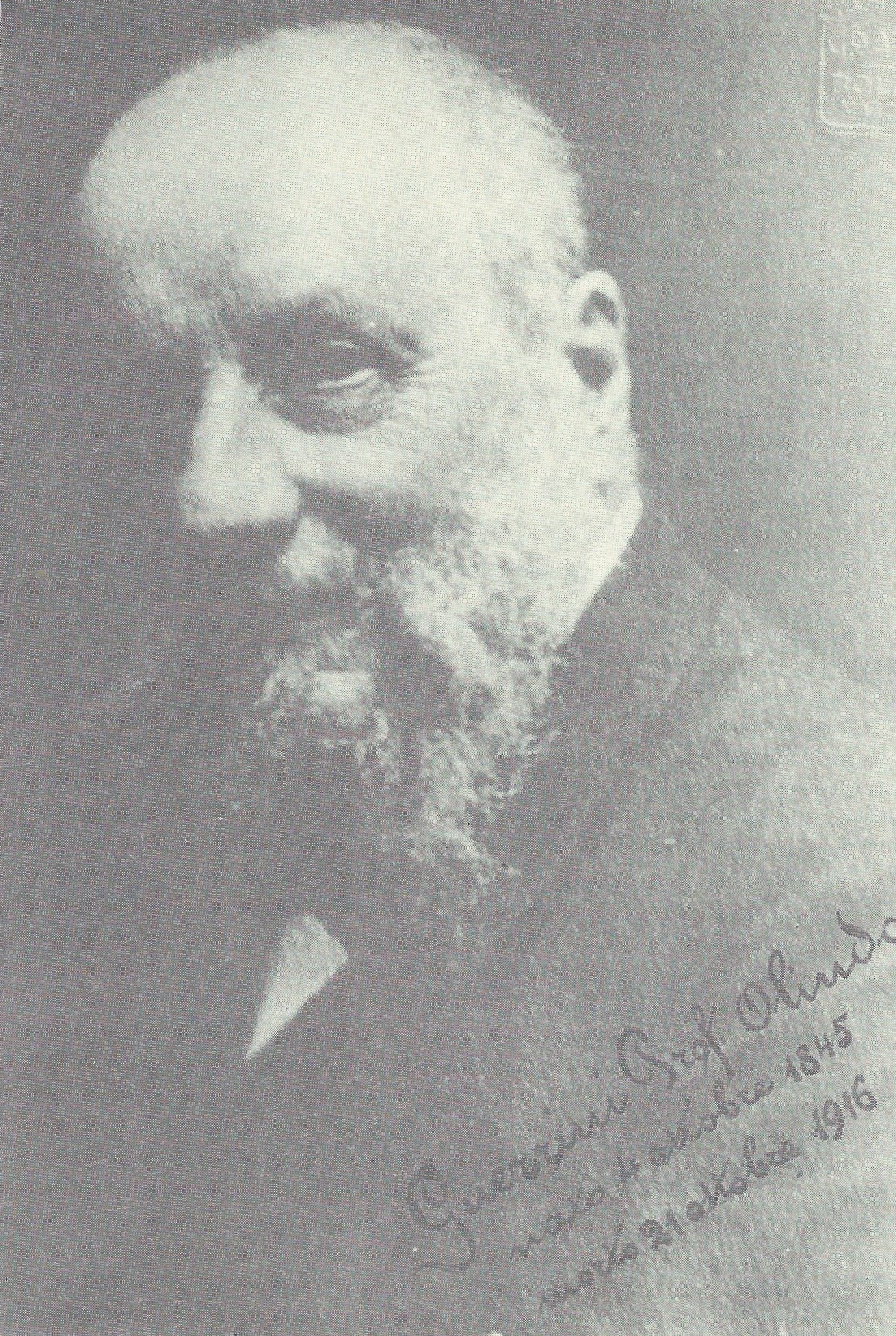
Olindo Guerrini

Nel quarto e quinto anno frequentò la Clinica Medica e la Clinica Chirurgica, laureandosi il 24 giugno 1883. La sua prima esperienza lavorativa avvenne nel 1883, quando passò l'estate a Cireglio, in montagna, in una villa di cui era proprietario l'oculista e senatore Francesco Magni, rettore dell'Università di Bologna.
Già nell'ultimo anno di corso era entrato in servizio regolare come Pro-assistente in Clinica Chirurgica e, dopo la laurea, ottenne il posto di Assistente Interno. Tale posto gli era stato ottenuto per l'amicizia che legava lo zio dottore al professor Pietro Loreta. Verso la fine dell'anno 1883 dovette, però, interrompere il servizio per rispondere alla chiamata alle armi e andare alla Scuola di Sanità Militare a Firenze. Nominato sottotenente fu destinato all'82 Fanteria in via di formazione a Torino, dove serpeggiavano colera e vaiolo.
Lavorò a Torino e provincia fino al 1886. In questo periodo strinse una forte amicizia con un altro medico, Carle, che incontrò nell'autunno del 1884. Nel 1890 divenne primario chirurgo dell'Ospedale di Ravenna, che godeva di ottima fama e prestigio. A questo ruolo era, allora, addossato anche l'insegnamento di ostetricia, ortopedia e oculistica.

Arrivato a questo punto della sua vita lavorativa, gli resta un interesse solamente indiretto per la politica, tant'è che rifiuta qualsiasi diretta partecipazione ad essa. Comunque, si ha l'eco della sua simpatia per il Partito Socialista Italiano, che in questi anni è in una fase di travagliata formazione, in una lettera scritta al suo amico Rodolfo Berti. Il 21 gennaio 1892 invia al Regio Commissario Bettioli una Relazione sull'Ospedale di Ravenna nel biennio 1890-1891, in cui si dà resoconto del suo operato, ma soprattutto vi denuncia la situazione dell'ospedale e fa proposte concrete per una sua riorganizzazione. Egli conclude accoratamente questa sua Relazione così: 
(Bartolo Nigrisoli)
 I locali erano quelli del monastero attiguo a San Giovanni Evangelista, comprati dall'Arciv. Codronchi per farne l'ospedale di Ravenna senza provvedere a farne dei miglioramenti. I malati erano costretti a pessime condizioni igieniche. 
(Bartolo Nigrisoli)
 La pulizia generale delle sale non fu mai fatta, tranne in occasione della visita di Pio IX. Deliranti, agitati, tumorosi e rognosi non potevano essere segregati dagli altri, anzi stavano in mezzo agli altri e li disturbavano continuamente. Inoltre capitava che le donne incinte dovessero partorire o abortire alla presenza di tutti. Per quanto riguarda la cucina e la lavanderia, Bartolo afferma che si attingeva acqua da un pozzo sicuramente inquinato e che non esistevano bagni.
Nel 1912, Bartolo ricevette l'ordine, che accettò un po' malvolentieri, di recarsi in Montenegro, come capo della Missione della Croce Rossa Italiana, durante la prima guerra balcanica contro i turchi.

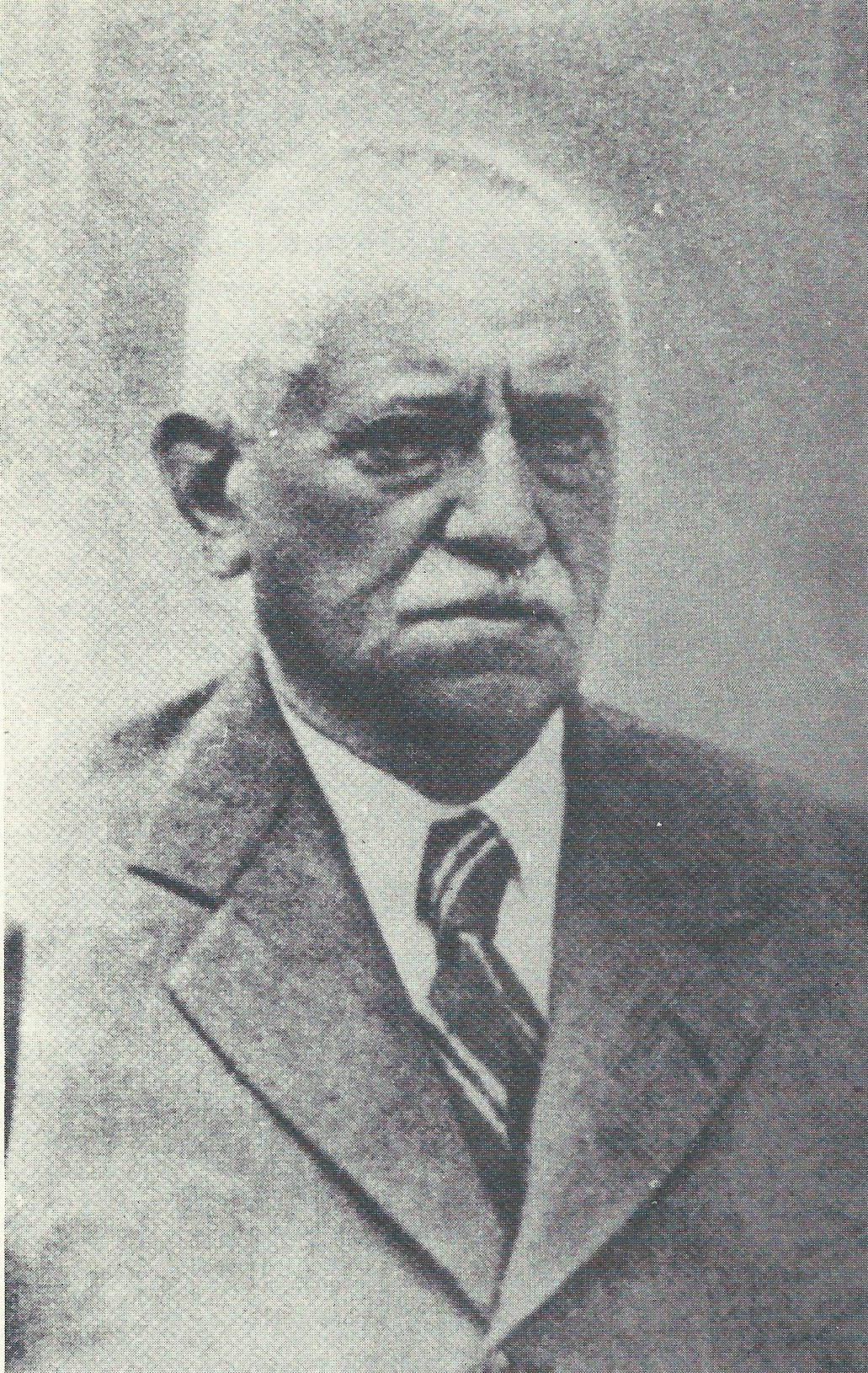
Bartolo Nigrisoli in età avanzata

Al momento dell'entrata in guerra dell'Italia nel 1915 egli partì, inizialmente al servizio della Croce Rossa, e prestò servizio continuativo per 42 mesi, costantemente in zona di guerra e per lo più in zona di combattimento.

### Il fascismo
All'avvento del fascismo egli riteneva che proprio uno dei doveri del medico fosse quello di essere superiore ai conflitti. A questo principio egli si mantenne sempre fedele e fu solo quando la dittatura, colla sua violenza, lo costrinse che egli proclamò la sua fedeltà al diritto alla libertà di ogni coscienza umana, il suo diritto a credere in una Italia diversa: democratica, repubblicana e socialista. Quando il fascismo giunse al potere, Bartolo fu costretto al giuramento antimassonico e a quello pro Rege. Per il primo egli non aveva alcun problema; per il secondo esitò un po' all'inizio, ma dopo pensò di poterlo fare, anche se gli parve di compiere un atto di umiliazione e un grave sacrificio contro la libertà di pensiero e la sua dignità personale. Il 16 marzo 1923 salvò la vita all'ex-vicesindaco socialista di Molinella Giuseppe Bentivogli, ricoverato in gravissime condizione al Sant'Orsola dopo un'aggressione squadrista. Nigrisoli infatti fece scudo con il proprio corpo al ferito davanti a quegli stessi fascisti che poco prima lo avevano bastonato e che erano penetrati nell'ospedale per finirlo.
Nel 1925 firmò il Manifesto degli intellettuali antifascisti. Da quel momento fu inviso al regime fascista, insieme agli altri otto professori bolognesi che siglarono il documento. Nigrisoli mantenne la cattedra fino al dicembre 1931, quando venne costretto a lasciare per aver rifiutato di giurare fedeltà al regime fascista. Il rettore Alessandro Ghigi, lo difese: «Il professor Nigrisoli non è un fascista ma è uno degli uomini più popolari dell'Emilia, non solo per la sua valentìa di chirurgo, ma anche per la sua grande generosità e per la sua modestia». Ghigi cercò con tutti i suoi mezzi di bloccare l'esonero di Nigrisoli. Dopo il suo allontanamento scrisse anche al ministro dell'Educazione Balbino Giuliano, suo amico di vecchia data.

### Gli ultimi anni
Lasciato obtorto collo l'insegnamento universitario, Nigrisoli si dedicò totalmente alla clinica privata di sua proprietà, dove continuò ad operare fino al 1941, mentre il solo ambulatorio lo continuò fino al luglio del 1943, quando cessò completamente l'esercizio professionale. Nel luglio del 1943 interruppe anche l'attività ambulatoriale, per l'età avanzata. Anche in queste condizioni egli dovette guardarsi dal pericolo che per lui ancora rappresentavano i fascisti repubblicani. Dal settembre 1944 al febbraio 1945, infatti, ha trovato rifugio alla Casa di Cura "Villa Bellombra". Bartolo restò sempre modesto, non volle in nessun modo godere di quelli che potevano essere i frutti del suo antifascismo tant'è che nel maggio del 1945, dopo la Liberazione, rifiutò l'incarico di Direttore Emerito della Clinica Chirurgica dell'Università di Bologna. 
(Bartolo Nigrisoli)
Gli ultimi giorni della sua vita le dedicò al recupero delle memorie riguardanti la sua famiglia e la sua vita.

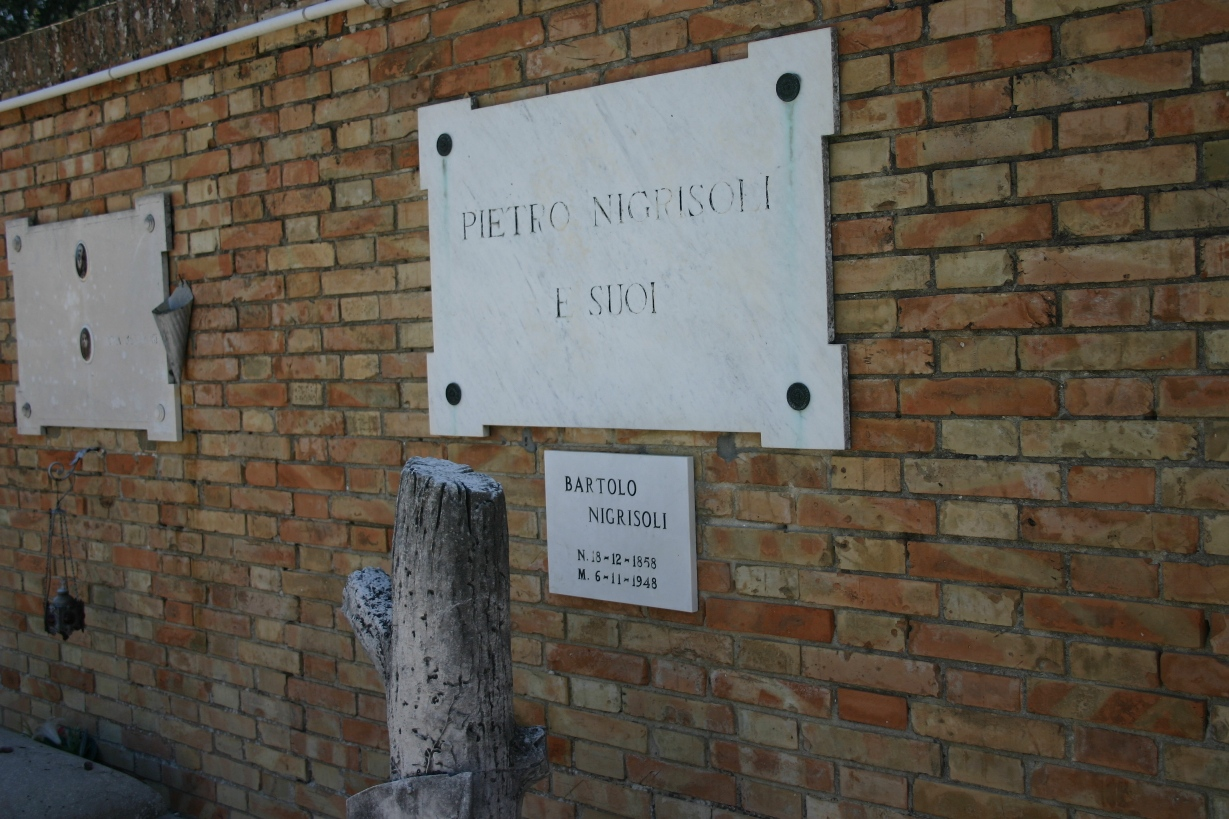
Tomba di Bartolo Nigrisoli

All'avvicinarsi della morte lascia precise disposizioni testamentarie: nessuna sorta d'onoranze, il cadavere cremato e le ceneri disperse. 
(Bartolo Nigrisoli)
 Morì a Bologna il 6 novembre del 1948, ma le sue ceneri, per delle disposizioni di legge che ne impediscono la dispersione, riposano sulla tomba di famiglia nel cimitero di Sant'Alberto di Ravenna, a pochi km dal paese natale.

## Intitolazioni

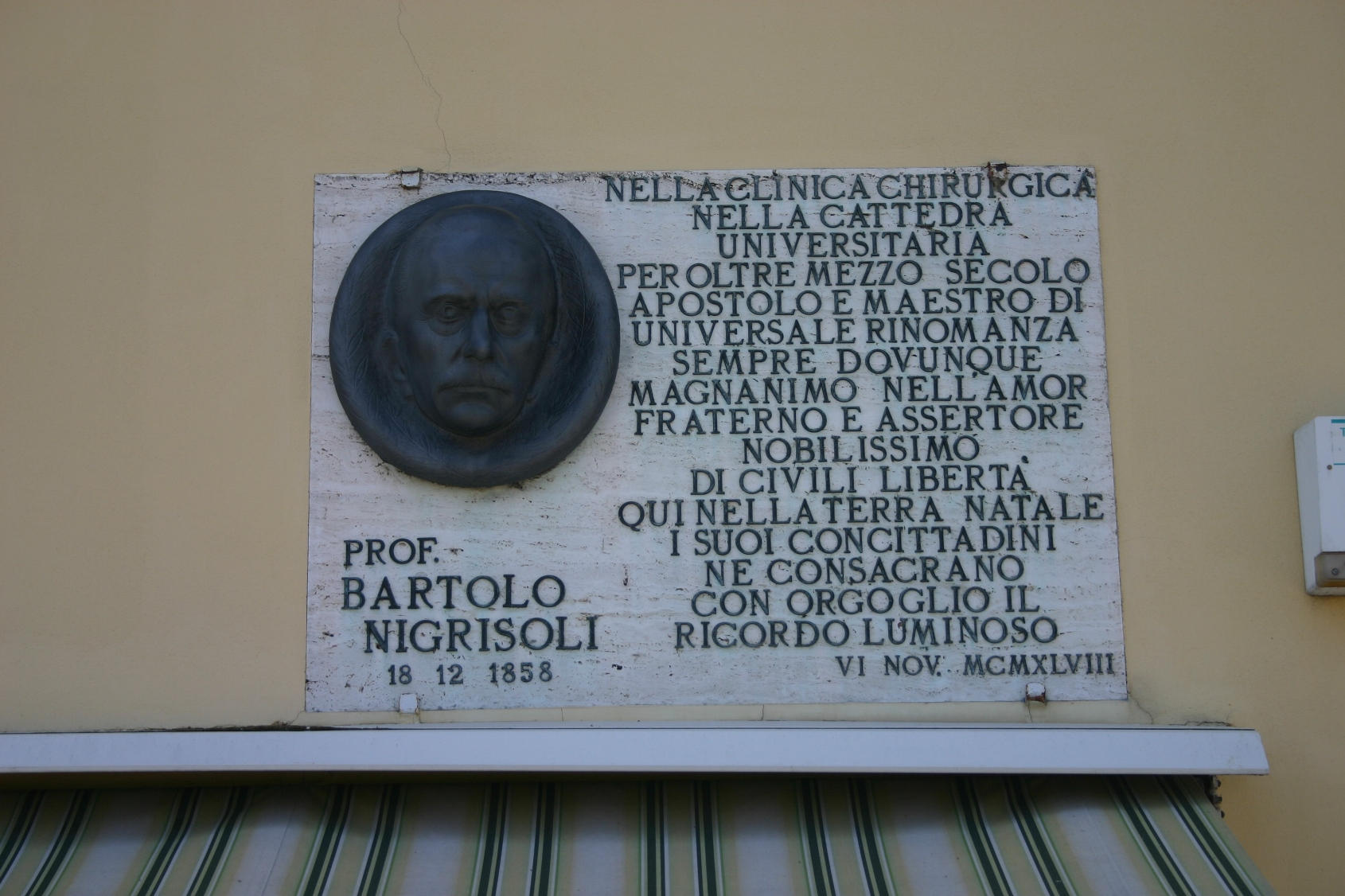
Epigrafe sulla facciata della farmacia del padre di Bartolo Nigrisoli

- Le città di Ravenna e di Imola gli hanno dedicato una strada.
- A Bologna prende il suo nome il piazzale dell'Ospedale Maggiore.
- Sulla casa natale di Bartolo, a Mezzano, è stata murata una lapide.
- Sulla facciata della farmacia di Mezzano, retta per anni dal padre di Bartolo, c' è un'epigrafe.
- Nell'atrio dell'Ospedale Civile di Ravenna, a sinistra entrando, lo ricorda un marmo.
- A Bologna un ospedale in zona universitaria è stato dedicato alla Famiglia Nigrisoli.

## Personalità
Quello di Bartolo Nigrisoli è un mito che rimane vivo nel tempo, germogliato per la sua costante e proverbiale generosità, maturato per la sua grande perizia professionale e saldamente radicato nel cuore dei romagnoli per quella sua severa, coraggiosa e rigida dirittura morale che finì per collocarlo in netto contrasto col fascismo.

Lo si ricorda avanzare con un'alta figura massiccia, il volto corrucciato, l'andatura dinoccolata, i piedi leggermente divaricati. I gesti, il vestito ed ogni atteggiamento rivelano la sua interna tensione ad essere e non a parere. Come tanti romagnoli, egli detesta i formalismi e le ipocrisie e non nasconde il suo franco disinteresse o insofferenza per le cose non essenziali.

Era straordinariamente buono e modesto: si riteneva un povero contadino che fa il cerusico, ma per quell'arte pretende da sé la dedizione assoluta, il più alto impegno di cuore e d'intelligenza, tanto che lo si definirà come: 
(Ostilio Lucarini)
 La cultura e la memoria prodigiosa facevano di lui un personaggio singolare ed in cui si mescolavano anche l'orgoglio, la modestia, la generosità con la severità e la riservatezza. Incuteva rispetto a chiunque. 
(Ostilio Lucarini)
(Mario Longhena)
L'orgoglio di appartenere ad una famiglia che da cinque secoli esercita la medicina, non serve a giustificare cedimenti o indulgenze, ma semmai ad alimentare il desiderio di essere sempre all'altezza di una nobilissima tradizione familiare.

## Opere scientifiche
Bartolo Nigrisoli non ha lasciato molti scritti, tuttavia la sua produzione scientifica è di grande importanza.
 Raccolse infatti le pubblicazioni di Alessandro Codivilla (1861-1912), suo amico, esperto di chirurgia dell'apparato digerente, autore nel 1898 della prima resezione pancreatico-duodenale in un solo tempo come trattamento radicale del tumore della testa del pancreas e dello stomaco.
Fra i suoi lavori maggiori ricordiamo:
- Rendiconto dei casi di chirurgia curati nell'Ospedale di Castiglione Fiorentino negli anni 1888-89 (Bologna, Zanichelli, 1890)
- Relazione sull'Ospedale di Ravenna nel biennio 1890-91 (Ravenna, Tip. Coop. Ravegnana, 1892)
- La Sezione Chirurgica dell'Ospedale Civile di Ravenna dal I gennaio 1892 al 30 aprile 1894 (Ravenna, Tip. Coop., 1894)
- Osservazioni e Pratica di Chirurgia di guerra (Bologna, Zanichelli, 1915)
- Curriculum Vitae (Bologna, Stabilimenti Poligrafici Riuniti, 1921)
- Parva. Perché e come fui nominato clinico e dopo dodici anni deposto (in Fatti e Teorie, Fasc. III, 1948)
- Appunti e note alla "Rassegna" di Olindo Guerrini (ne La Piê, n. 11-12, 1950)